# Liste deutscher U-Boote (1935–1945)/U 1–U 250
Deutsche U-Boote (1935–1945):
U 1–U 250 | U 251–U 500 | U 501–U 750 | U 751–U 1000 | U 1001–U 1250 | U 1251–U 1500 | U 1501–U 4870

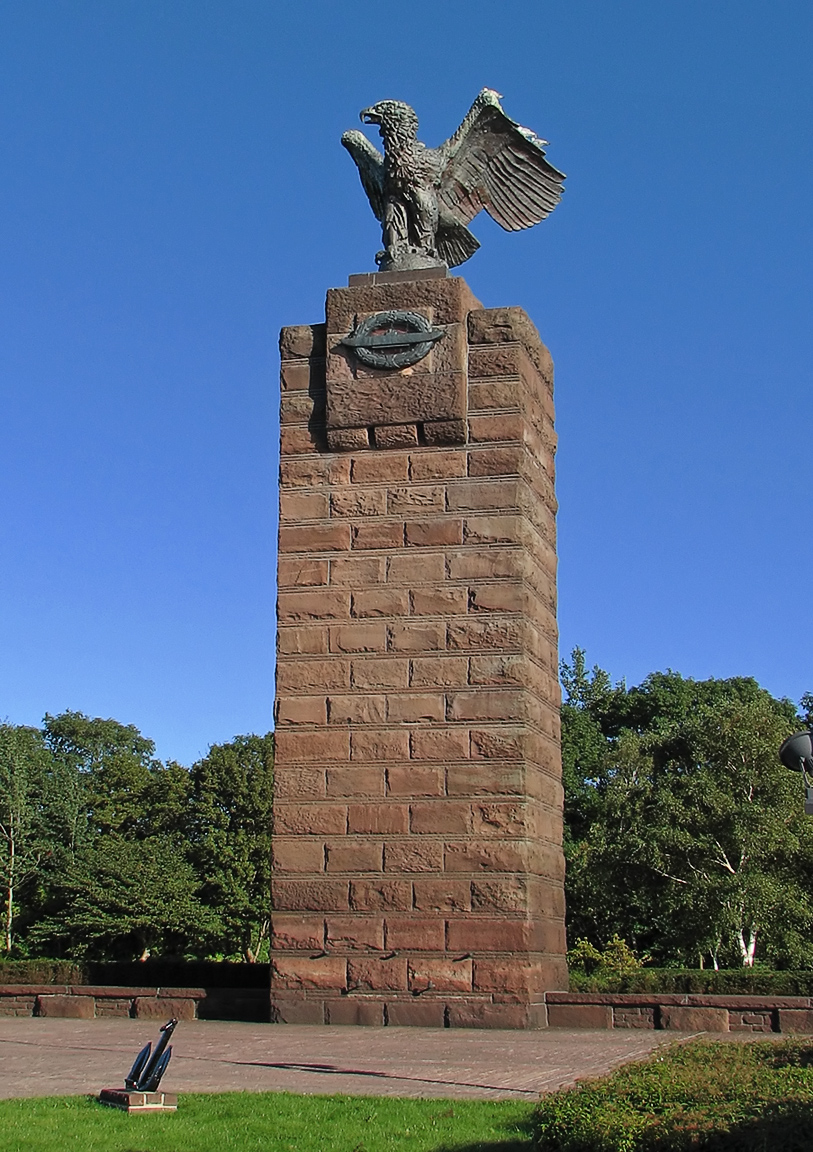
U-Boot-Ehrenmal Möltenort

Die Liste deutscher U-Boote (1935–1945)/U 1–U 250 verzeichnet die von der Kriegsmarine im Zweiten Weltkrieg eingesetzten U-Boote U 1 bis U 250.

## Legende
Zum Schicksal der U-Boote (Stichdatum 8. Mai 1945):
- † = durch Kriegshandlungen zerstört
- ? = im Einsatz vermisst
- § = aufgebracht, gekapert, erbeutet oder bei Kriegsende übergeben
- × = Unfall oder selbst versenkt
- A = Deutsche Außerdienststellung (verschrottet, abgewrackt oder einer anderen Verwendung zugeführt)

## U 1–U 50
| Schiff | Klasse | Werft          | Indienst- stellung | Außerdienst- stellung           | Verlust- datum                  |   | Bemerkung |
| ------ | ------ | -------------- | ------------------ | ------------------------------- | ------------------------------- | - | --- |
| U 1    | II A   | Deutsche Werke | 29. Juni 1935      | 6. Apr. 1940                    | 6. Apr. 1940                    | † | vor Helgoland auf eine Mine gelaufen (24 Tote). |
| U 2    | II A   | Deutsche Werke | 25. Juli 1935      | 8. Apr. 1944                    | 8. Apr. 1944                    | × | Kollision mit Fischdampfer Helmi Söhle westlich von Pillau (17 Tote). Das Boot wurde am 9. April 1944 gehoben und später in Pillau/Seekanal ausgeschlachtet. |
| U 3    | II A   | Deutsche Werke | 6. Aug. 1935       | 31. Juli 1944                   | 1. Aug. 1944                    | A | nach Außerdienststellung am 1. August 1944 wurde das Boot für Geräusch- und Schockdämpfungsversuche gegen Wasserbomben eingesetzt und am 3. Mai 1945 von der britischen Armee erbeutet, zum Hulk gemacht und noch 1945 verschrottet |
| U 4    | II A   | Deutsche Werke | 17. Aug. 1935      | 31. Juli 1944                   | 1. Aug. 1944                    | A | nach Außerdienststellung und Ausschlachtung wurde es von der Roten Armee am 29. Mai 1945 in Gotenhafen erbeutet und vermutlich verschrottet |
| U 5    | II A   | Deutsche Werke | 31. Aug. 1935      | 19. März 1943                   | 19. März 1943                   | × | westlich von Pillau durch Tauchpanne gesunken (21 Tote, 16 Überlebende) |
| U 6    | II A   | Deutsche Werke | 7. Sep. 1935       | 7. Aug. 1944                    | 7. Aug. 1944                    | A | nach Außerdienststellung und Ausschlachtung in Gotenhafen wurde es am 29. März 1945 von den Sowjets erbeutet und später abgebrochen. |
| U 7    | II B   | Germaniawerft  | 18. Juli 1935      | 18. Feb. 1944                   | 18. Feb. 1944                   | × | westlich von Pillau durch Tauchpanne gesunken (29 Tote) |
| U 8    | II B   | Germaniawerft  | 5. Aug. 1935       | 31. März 1945                   | 2. Mai 1945                     | × | bei der Aktion Regenbogen in Wilhelmshaven selbst versenkt. Das Boot wurde im Oktober 1945 von den Briten mit geballten Ladungen gesprengt und verschrottet. |
| U 9    | II B   | Germaniawerft  | 21. Aug. 1935      | 20. Aug. 1944                   | 20. Aug. 1944                   | † | im Hafen von Constanța durch sowjetische Flugzeuge bombardiert und versenkt (27 Tote). Es wurde am 22. Oktober 1944 durch den sowjetischen Havariedienst der Schwarzmeerflotte gehoben. Das Boot wurde am 12. Dezember 1946 zum Abwracken freigegeben. |
| U 10   | II B   | Germaniawerft  | 9. Sep. 1935       | 1. Aug. 1944                    | 1. Aug. 1944                    | A | nach Außerdienststellung und Ausschlachtung wurde es am 29. März 1945 in Danzig von der Roten Armee erbeutet und abgewrackt |
| U 11   | II B   | Germaniawerft  | 21. Sep. 1935      | 14. Dez. 1944                   | 3. Mai 1945                     | A | in Gotenhafen außer Dienst gestellt und später, bei der Aktion Regenbogen in Kiel gesprengt. Das Boot wurde 1947 abgewrackt und verschrottet. |
| U 12   | II B   | Germaniawerft  | 30. Sep. 1935      | 5. Okt. 1939                    | 5. Okt. 1939                    | † | vor Dover auf eine Mine gelaufen (27 Tote) |
| U 13   | II B   | Deutsche Werke | 30. Nov. 1935      | 31. Mai 1940                    | 31. Mai 1940                    | † | in der Nordsee, südöstlich von Lowestoft, durch Wasserbomben der britischen Sloop HMS Weston versenkt. Die Überlebenden kamen in Kriegsgefangenschaft. |
| U 14   | II B   | Deutsche Werke | 18. Jan. 1936      | 3. März 1945                    | 5. Mai 1945                     | A | nach Außerdienststellung am 5. Mai 1945 in Wilhelmshaven bei der Aktion Regenbogen selbst versenkt. Die Boote wurden zwischen dem 10. Oktober 1945 und dem 25. Oktober 1945 von den Briten mit geballten Ladungen gesprengt und später verschrottet. |
| U 15   | II B   | Deutsche Werke | 7. März 1936       | 30. Jan. 1940                   | 30. Jan. 1940                   | x | in den Hoofden (südliche Nordsee) Kollision mit deutschem Torpedoboot Iltis (25 Tote) |
| U 16   | II B   | Deutsche Werke | 16. Mai 1936       | 25. Okt. 1939                   | 25. Okt. 1939                   | † | im Ärmelkanal durch Wasserbomben der HMS Puffin und HMS Cayton Wyke versenkt (28 Tote) |
| U 17   | II B   | Germaniawerft  | 3. Dez. 1935       | 6. Feb. 1945                    | 5. Mai 1945                     | × | bei der Aktion Regenbogen in Wilhelmshaven selbst versenkt. Die Boote wurden zwischen dem 10. Oktober 1945 und dem 25. Oktober 1945 von den Briten mit geballten Ladungen gesprengt und später verschrottet. |
| U 18   | II B   | Germaniawerft  | 1. Jan. 1936       | 20. Nov. 1936 und 25. Aug. 1944 | 20. Nov. 1936 und 25. Aug. 1944 | × | in der Lübecker Bucht durch einen versehentlichen Rammstoß des deutschen Torpedobootes T 156 versenkt (8 Tote); das Boot wurde am 28. November 1936 gehoben und am 25. August 1944 durch Selbstsprengung versenkt. Später gehoben und am 26. Mai 1947 vom sowjetischen Unterseeboot M-120, südwestlich von Sewastopol auf der Position 44° 20′ N, 33° 20′ O, im Marine-Planquadrat CL 5551, durch einen Torpedo versenkt. |
| U 19   | II B   | Germaniawerft  | 16. Jan. 1936      | 10. Sep. 1944                   | 10. Sep. 1944                   | × | vor der türkischen Schwarzmeerküste nach Aufbrauchen des Treibstoffes selbst versenkt |
| U 20   | II B   | Germaniawerft  | 1. Feb. 1936       | 10. Sep. 1944                   | 10. Sep. 1944                   | × | vor der türkischen Schwarzmeerküste selbst versenkt |
| U 21   | II B   | Germaniawerft  | 3. Aug. 1936       | 5. Aug. 1944                    | 5. Aug. 1944                    | A | Boot in Pillau außer Dienst gestellt und bis Februar 1945 ausgeschlachtet und anschließend verschrottet. |
| U 22   | II B   | Germaniawerft  | 20. Aug. 1936      | 23. März 1940                   | 23. März 1940                   | † | ist wahrscheinlich am 23. März 1940 in der Nordsee vor dem Skagerrak, im Minen-Warngebiet, auf eine Mine gelaufen und gesunken (27 Tote) |
| U 23   | II B   | Germaniawerft  | 24. Sep. 1936      | 10. Sep. 1944                   | 10. Sep. 1944                   | × | in Constanța selbst versenkt |
| U 24   | II B   | Germaniawerft  | 10. Okt. 1936      | 25. Aug. 1944                   | 25. Aug. 1944                   | † | bereits am 20. August 1944 bei einem sowjetischen Luftangriff durch Bombentreffer schwer beschädigt, wurde es im Schwarzen Meer auf Reede vor Constanța gesprengt. Das Boot wurde am 7. Juni 1945 von den Sowjets gehoben und am 26. Mai 1947 durch einen Torpedo des sowjetischen Unterseebootes M-120 im Schwarzen Meer vor Sewastopol auf Position 44° 20′ 0″ N, 28° 20′ 0″ O im Planquadrat CL 5551 versenkt.         |
| U 25   | I A    | AG Weser       | 6. Apr. 1936       | 1. Aug. 1940                    | 1. Aug. 1940                    | † | in der Nordsee, nördlich von Terschelling, auf eine Mine gelaufen (49 Tote) |
| U 26   | I A    | AG Weser       | 11. Mai 1936       | 1. Juli 1940                    | 1. Juli 1940                    | † | südwestlich von Irland durch Fliegerbomben eines australischen Sunderland-Flugbootes und Wasserbomben der britischen Korvette Gladiolus versenkt |
| U 27   | VII A  | AG Weser       | 12. Aug. 1936      | 20. Sep. 1939                   | 20. Sep. 1939                   | † | westlich von Schottland durch Wasserbomben der britischen Zerstörer Faulknor, Fearless, Fortune und Forester versenkt |
| U 28   | VII A  | AG Weser       | 12. Sep. 1936      | 4. Aug. 1944                    | 4. Aug. 1944                    | A | am 17. März an der Pier in Neustadt in Holstein wegen eines Unfalls gesunken; später im März 1944 gehoben und außer Dienst gestellt. Es diente ab dem 1. Januar 1945 als Lehrboot bei der 3. U-Lehrdivision, Neustadt. |
| U 29   | VII A  | AG Weser       | 16. Nov. 1936      | 17. Apr. 1944                   | 5. Mai 1945                     | × | nach Außerdienststellung noch als Lehrboot bei der 2. U-Lehrdivision in Gotenhafen verwendet und bei der Aktion Regenbogen in der Kupfermühlenbucht bei Flensburg selbst versenkt. |
| U 30   | VII A  | AG Weser       | 8. Okt. 1936       | Jan. 1945                       | 5. Mai 1945                     | × | bei der Aktion Regenbogen in der Kupfermühlenbucht bei Flensburg selbst versenkt. Das Boot wurde 1948 gehoben und verschrottet. |
| U 31   | VII A  | AG Weser       | 28. Dez. 1936      | 11. März 1940 und 5. Nov. 1940  | 11. März 1940 und 5. Nov. 1940  | † | durch eine Bristol Blenheim auf Schilling Reede vor Wilhelmshaven versenkt (58 Tote), gehoben und am 30. Juli 1940 ein zweites Mal in Dienst genommen. Nordwestlich von Irland durch Wasserbomben des britischen Zerstörers Antelope und eines Flugbootes versenkt (2 Tote) |
| U 32   | VII A  | AG Weser       | 15. März 1937      | 30. Okt. 1940                   | 30. Okt. 1940                   | † | nordwestlich von Irland durch Wasserbomben der britischen Zerstörer Harvester und Highlander versenkt (9 Tote) |
| U 33   | VII A  | Germaniawerft  | 25. Juli 1936      | 12. Feb. 1940                   | 12. Feb. 1940                   | † | im Firth of Clyde während des Minenlegens durch Wasserbomben des britischen Minensuchers HMS Gleaner versenkt (25 Tote) |
| U 34   | VII A  | Germaniawerft  | 12. Sep. 1936      | 5. Aug. 1943                    | 5. Aug. 1943                    | † | vor Memel durch Kollision mit dem U-Boot-Tender Lech gesunken; später gehoben am 24. August 1943, am 8. September 1943, außer Dienst gestellt. U 34 sollte anschließend nach Westen geschleppt werden, doch sank es auf dem Weg dorthin vor Warnemünde auf Position 54° 20′ 30″ N, 12° 4′ 30″ O. Es wurde im April 1953 von der DDR gehoben und bei der Volkswerft in Stralsund abgebrochen und verschrottet. (4 Tote)    |
| U 35   | VII A  | Germaniawerft  | 3. Nov. 1936       | 29. Nov. 1939                   | 29. Nov. 1939                   | † | in der Nordsee durch Wasserbomben der britischen Zerstörer Kingston, Icarus und Kashmir versenkt |
| U 36   | VII A  | Germaniawerft  | 16. Dez. 1936      | 4. Dez. 1939                    | 4. Dez. 1939                    | † | in der Nordsee, südwestlich von Kristiansand, durch Torpedo vom britischen U-Boot HMS Salmon versenkt (40 Tote) |
| U 37   | IX A   | AG Weser       | 4. Aug. 1938       | 8. Mai 1945                     | 8. Mai 1945                     | × | bei der Aktion Regenbogen vor Sønderborg selbst versenkt. Das Boot wurde nach Kriegsende gehoben und verschrottet. In anderen Quellen wurde das Boot bereits am 5. Mai 1945 versenkt. |
| U 38   | IX A   | AG Weser       | 24. Okt. 1938      | 5. Mai 1945                     | 5. Mai 1945                     | × | bei der Aktion Regenbogen vor Wesermünde selbst versenkt. Das Boot wurde 1948 gehoben und verschrottet. |
| U 39   | IX A   | AG Weser       | 10. Dez. 1938      | 14. Sep. 1939                   | 14. Sep. 1939                   | † | nordwestlich von Irland durch Wasserbomben der britischen Zerstörer Faulknor, Foxhound und Firedrake versenkt |
| U 40   | IX A   | AG Weser       | 11. Feb. 1939      | 13. Okt. 1939                   | 13. Okt. 1939                   | † | im Ärmelkanal auf eine Mine gelaufen (45 Tote) |
| U 41   | IX A   | AG Weser       | 22. Apr. 1939      | 5. Feb. 1940                    | 5. Feb. 1940                    | † | südlich von Irland durch Wasserbomben des britischen Zerstörers Antelope versenkt (49 Tote) |
| U 42   | IX A   | AG Weser       | 15. Juli 1939      | 13. Okt. 1939                   | 13. Okt. 1939                   | † | südwestlich von Irland durch Wasserbomben der britischen Zerstörer Imogen, Ilex, Inglefield und Ivanhoe versenkt (26 Tote) |
| U 43   | IX A   | AG Weser       | 26. Aug. 1939      | 30. Juli 1943                   | 30. Juli 1943                   | † | südwestlich der Azoren durch Flugzeugtorpedo einer Grumman TBF Avenger und einer Grumman F4F Wildcat des amerikanischen Flugzeugträgers USS Santee versenkt (55 Tote) |
| U 44   | IX A   | AG Weser       | 4. Nov. 1939       | 13. März 1940                   | 13. März 1940                   | † | auf Mine gelaufen und gesunken (Totalverlust) (47 Tote) |
| U 45   | VII B  | Germaniawerft  | 25. Juni 1938      | 14. Okt. 1939                   | 14. Okt. 1939                   | † | südwestlich von Irland durch Wasserbomben der britischen Zerstörer Inglefield, Ivanhoe, Intrepid und Icarus versenkt (38 Tote) |
| U 46   | VII B  | Germaniawerft  | 2. Nov. 1938       | Okt. 1943                       | 5. Mai 1945                     | A | nach Außerdienststellung als Lehrboot bei der 3. U-Lehrdivision in Neustadt verwendet und am 4. Mai 1945 bei der Aktion Regenbogen in der Kupfermühlenbucht bei Flensburg selbst versenkt |
| U 47   | VII B  | Germaniawerft  | 17. Dez. 1938      | 7. März 1941                    | 7. März 1941                    | † | im Nordatlantik, südlich von Island vermisst. Mögliche Ursachen: Tauchpanne, Treibminen, Kreisläufer eines eigenen Torpedos oder Wasserbomben der britischen Korvetten HMS Arbutus und HMS Camelia. (45 Tote) |
| U 48   | VII B  | Germaniawerft  | 22. Apr. 1939      | 25. Sep. 1943                   | 3. Mai 1945                     | × | nach Außerdienststellung als Lehrboot bei der 3. U-Lehrdivision in Neustadt und bei der Aktion Regenbogen vor Neustadt in Holstein selbst versenkt. |
| U 49   | VII B  | Germaniawerft  | 12. Aug. 1939      | 15. Apr. 1940                   | 15. Apr. 1940                   | † | bei Narvik durch Wasserbomben der britischen Zerstörer Fearless und Brazen versenkt (1 Toter) |
| U 50   | VII B  | Germaniawerft  | 12. Dez. 1939      | 6. Apr. 1940                    | 6. Apr. 1940                    | † | in der Nordsee auf eine Mine gelaufen (44 Tote) UBOOTARCHIV |

## U 51–U 100
| Schiff | Klasse | Werft            | Indienststellung | Außerdienststellung          | Verlustdatum                 |   | Bemerkung |
| ------ | ------ | ---------------- | ---------------- | ---------------------------- | ---------------------------- | - | --- |
| U 51   | VII B  | Germaniawerft    | 6. Aug. 1938     | 20. Aug. 1940                | 20. Aug. 1940                | † | Von einer Short Sunderland beschädigt und in der Biskaya, westlich von Nantes, durch Torpedos des britischen U-Boots HMS Cachalot versenkt (43 Tote) |
| U 52   | VII B  | Germaniawerft    | 4. Feb. 1939     | 22. Okt. 1943                | 3. Mai 1945                  | † | Nach Außerdienststellung als Lehrboot bei der 3. U-Lehrdivision und am 3. Mai 1945, in Neustadt von vier Hawker Typhoon durch Raketen-Treffer schwer beschädigt. Das Boot wurde danach im Hafenbereich von Neustadt selbst versenkt. Es wurde zwischen 1946 und 1947 abgebrochen und verschrottet. |
| U 53   | VII B  | Germaniawerft    | 24. Juni 1939    | 23. Feb. 1940                | 23. Feb. 1940                | † | In der Nordsee durch Wasserbomben des britischen Zerstörers HMS Gurkha versenkt (42 Tote) |
| U 54   | VII B  | Germaniawerft    | 23. Sep. 1939    | 14. Feb. 1940                | 14. Feb. 1940                | † | Seit dem 20. Februar in der Nordsee verschollen. Vermutlich durch eine Mine gesunken (41 Tote) |
| U 55   | VII B  | Germaniawerft    | 21. Nov. 1939    | 30. Jan. 1940                | 30. Jan. 1940                | † | Südwestlich der Scilly-Inseln durch Wasserbomben des britischen Zerstörers HMS Whitshed, der Sloop HMS Fowey, der französischen Zerstörer Valmy und Guépard und eines britischen Sunderland-Flugbootes versenkt (1 Toter) |
| U 56   | II C   | Deutsche Werke   | 26. Nov. 1938    | 28. Apr. 1945                | 28. Apr. 1945                | † | In Kiel durch Fliegerbomben eines britischen Flugzeugs versenkt (6 Tote) |
| U 57   | II C   | Deutsche Werke   | 29. Dez. 1938    | 3. Sep. 1940 und 3. Mai 1945 | 3. Sep. 1940 und 3. Mai 1945 | † | Wurde schon einmal, am 3. September 1940 in Brunsbüttel vom norwegischen Dampfer RONA gerammt und versenkt (6 Tote), wurde 9. September 1940 gehoben und wurde am 11. Januar 1941 als Schulboot für die 22. U-Flottille in Gotenhafen wieder in Dienst gestellt. Am 1. Mai 1945 teilversenkt, durch Fliegerbomben schwer beschädigt und bei der Aktion Regenbogen am 3. Mai 1945 in Kiel selbst versenkt. |
| U 58   | II C   | Deutsche Werke   | 4. Feb. 1939     | Apr. 1945                    | 3. Mai 1945                  | × | Bei der Aktion Regenbogen in Kiel selbst versenkt. Es wurde nach Kriegsende abgebrochen und verschrottet. |
| U 59   | II C   | Deutsche Werke   | 4. März 1939     | 5. Apr. 1945                 | 3. Mai 1945                  | x | Bei der Aktion Regenbogen am 3. Mai 1945 in Kiel selbst versenkt. Es wurde nach Kriegsende abgebrochen und verschrottet. |
| U 60   | II C   | Deutsche Werke   | 22. Juli 1939    | 2. Mai 1945                  | 5. Mai 1945                  | × | Bei der Aktion Regenbogen in Wilhelmshaven selbst versenkt. Es wurde nach dem Krieg von den Briten mit geballten Ladungen, zwischen dem 10. Oktober 1945 und dem 25. Oktober 1945 gesprengt. Später gehoben und verschrottet. |
| U 61   | II C   | Deutsche Werke   | 12. Aug. 1939    | 27. März 1945                | 5. Mai 1945                  | × | Bei der Aktion Regenbogen in Wilhelmshaven selbst versenkt. Es wurde nach dem Krieg von den Briten mit geballten Ladungen, zwischen dem 10. Oktober 1945 und dem 25. Oktober 1945 gesprengt. Später gehoben und verschrottet. |
| U 62   | II C   | Deutsche Werke   | 21. Dez. 1939    | 20. März 1945                | 5. Mai 1945                  | × | Bei der Aktion Regenbogen in Wilhelmshaven selbst versenkt. Es wurde nach dem Krieg von den Briten mit geballten Ladungen, zwischen dem 10. Oktober 1945 und dem 25. Oktober 1945 gesprengt. Später gehoben und verschrottet. |
| U 63   | II C   | Deutsche Werke   | 18. Jan. 1940    | 25. Feb. 1940                | 25. Feb. 1940                | † | In der Nordsee, südlich der Shetland-Inseln, durch Wasserbomben und Torpedos der britischen Zerstörer Escort, Inglefield, Imogen und dem britischen U-Boot Narwhal versenkt (1 Toter) |
| U 64   | IX B   | AG Weser         | 16. Dez. 1939    | 13. Apr. 1940                | 13. Apr. 1940                | † | Im Herjangsfjord, in der Nähe von Narvik, durch Wasserbomben eines Walrus-Flugbootes und einer Fairey Swordfish des britischen Schlachtschiffs Warspite versenkt (8 Tote). Das Wrack wurde 1957 gehoben, ausgeschlachtet und abgewrackt. |
| U 65   | IX B   | AG Weser         | 15. Feb. 1940    | 28. Apr. 1941                | 28. Apr. 1941                | † | Südöstlich von Island durch Wasserbomben der britischen Korvette Gladiolus und des britischen Zerstörers Douglas versenkt.(50 Tote) |
| U 66   | IX C   | AG Weser         | 2. Jan. 1941     | 6. Mai 1944                  | 6. Mai 1944                  | † | Seit dem 1. Mai 1944 gejagt von den US-Geleitzerstörern Aahrens, Eugene E. Elmore, Barr. Westlich der Kapverdischen Inseln durch Bordwaffenbeschuss einer Grumman TBF Avenger des Flugzeugträger Block Island und durch Rammstoß des Zerstörers Buckley versenkt (24 Tote, ein Besatzungsmitglied wegen Krankheit verstorben)                                                                             |
| U 67   | IX C   | AG Weser         | 22. Jan. 1940    | 16. Juli 1943                | 16. Juli 1943                | † | In der Sargassosee durch Wasserbomben einer Avenger-Maschine des Flugzeugträgers USS Core versenkt (48 Tote) |
| U 68   | IX C   | AG Weser         | 11. Feb. 1941    | 10. Apr. 1944                | 10. Apr. 1944                | † | Nordwestlich von Madeira durch Wasserbomben und Raketen von zwei Avenger-Maschinen und einer Grumman F4F Wildcat des Flugzeugträgers Guadalcanal versenkt (56 Tote) |
| U 69   | VII C  | Germaniawerft    | 2. Nov. 1940     | 17. Feb. 1943                | 17. Feb. 1943                | † | Östlich von Neufundland durch Wasserbomben des britischen Zerstörers HMS Viscount und HMS Fame versenkt (46 Tote) |
| U 70   | VII C  | Germaniawerft    | 23. Nov. 1940    | 7. März 1941                 | 7. März 1941                 | † | Vom Tanker Mundrecht gerammt, wodurch schwere Schäden verursacht wurden. Südöstlich von Island durch Wasserbomben der britischen Korvetten HMS Camelia und HMS Arbutus versenkt (20 Tote). |
| U 71   | VII C  | Germaniawerft    | 14. Dez. 1940    | 23. Feb. 1945                | 5. Mai 1945                  | × | Bei der Aktion Regenbogen in Wilhelmshaven selbst versenkt. Es wurde nach dem Krieg von den Briten mit geballten Ladungen, zwischen dem 10. Oktober 1945 und dem 25. Oktober 1945 gesprengt. Später gehoben und verschrottet. |
| U 72   | VII C  | Germaniawerft    | 4. Jan. 1941     | 2. Mai 1945                  | 2. Mai 1945                  | † | am 30. März 1945 in Bremen während eines amerikanischen Luftangriffes versenkt. Im April 1945 gehoben und bei der Aktion Regenbogen in Bremen selbst gesprengt. Das Wrack wurde nach dem Krieg abgebrochen und verschrottet. |
| U 73   | VII B  | Vegesacker Werft | 30. Sep. 1940    | 16. Dez. 1943                | 16. Dez. 1943                | † | Im Mittelmeer bei Oran zum Auftauchen gezwungen durch Wasserbomben und Artillerie der US-Zerstörer USS Niblack, USS Ludlow, USS Woolsey, USS Trippe und USS Edison und von zwei Flugbooten des US-Kreuzers BROOKLYN (CL-40). Es wurde danach selbst versenkt (16 Tote) |
| U 74   | VII B  | Vegesacker Werft | 31. Okt. 1940    | 2. Mai 1942                  | 2. Mai 1942                  | † | Wurde zuerst von einer Consolidated PBY Catalina angegriffen und im Mittelmeer, östlich von Cartagena, durch Wasserbomben der britischen Zerstörer HMS Wishart und HMS Wrestler versenkt (47 Tote) |
| U 75   | VII B  | Vegesacker Werft | 19. Dez. 1940    | 28. Dez. 1941                | 28. Dez. 1941                | † | Im Mittelmeer bei Marsa Matruh durch Wasserbomben des britischen Zerstörers Kipling versenkt (14 Tote) |
| U 76   | VII B  | Vegesacker Werft | 3. Dez. 1940     | 5. Apr. 1941                 | 5. Apr. 1941                 | † | Südlich von Island durch Wasserbomben des Zerstörers Wolverine und der Sloop Scarborough und der Korvette Arbutus zum Auftauchen gezwungen und danach durch Artillerie versenkt (1 Toter) |
| U 77   | VII C  | Vegesacker Werft | 18. Jan. 1941    | 29. März 1943                | 29. März 1943                | † | Im Mittelmeer, östlich von Cartagena, durch Wasserbomben und einer Fliegerbombe zweier britischen Lockheed PBO-1-Maschinen versenkt (38 Tote) |
| U 78   | VII C  | Vegesacker Werft | 15. Feb. 1941    | 16. Apr. 1945                | 16. Apr. 1945                | † | Das Boot diente am Ende des Krieges als Stromversorger in Pillau. An der Pier in Pillau durch Artillerie der Roten Armee versenkt. |
| U 79   | VII C  | Vegesacker Werft | 13. März 1941    | 23. Dez. 1941                | 23. Dez. 1941                | † | Vor Tobruk versenkt durch Wasserbomben der britischen Zerstörer Hasty, Hotspur und Heythrop. |
| U 80   | VII C  | Vegesacker Werft | 8. Apr. 1941     | 28. Nov. 1944                | 28. Nov. 1944                | × | Westlich von Pillau durch Tauchpanne gesunken (52 Tote) |
| U 81   | VII C  | Vegesacker Werft | 26. Apr. 1941    | 9. Jan. 1944                 | 9. Jan. 1944                 | † | In Pola durch Fliegerbomben von US-Flugzeugen versenkt (2 Tote). Das Boot wurde am 22. April 1944 gehoben und verschrottet. |
| U 82   | VII C  | Vegesacker Werft | 14. Mai 1941     | 6. Feb. 1942                 | 6. Feb. 1942                 | † | Nördlich der Azoren durch Wasserbomben der britischen Sloop HMS Rochester und der britischen Korvette HMS Tamarisk versenkt (45 Tote) |
| U 83   | VII B  | Flender-Werke    | 8. Feb. 1941     | 4. März 1943                 | 4. März 1943                 | † | Südöstlich von Cartagena durch Wasserbomben einer britischen Lockheed PBO-1-Maschine versenkt (50 Tote) |
| U 84   | VII B  | Flender-Werke    | 29. Apr. 1941    | 7. Aug. 1943                 | 7. Aug. 1943                 | † | Im Nordatlantik durch einen Lufttorpedo eines US-amerikanischen B-24 Liberator-Bombers versenkt (46 Tote) |
| U 85   | VII B  | Flender-Werke    | 7. Juni 1941     | 14. Apr. 1942                | 14. Apr. 1942                | † | Bei Cape Hatteras durch Artillerie des US-Zerstörers Roper (46 Tote). Es war das erste Boot, das nach Beginn der Operation Paukenschlag am 13. Januar 1942 an der amerikanischen Küste versenkt wurde. |
| U 86   | VII B  | Flender-Werke    | 8. Juli 1941     | 29. Nov. 1943                | 29. Nov. 1943                | † | Östlich der Azoren, auf der Position 40° 52′ N, 18° 54′ W, durch Wasserbomben der britischen Zerstörer HMS Tumult und HMS Rocket versenkt (50 Tote) |
| U 87   | VII B  | Flender-Werke    | 19. Aug. 1941    | 4. März 1943                 | 4. März 1943                 | † | Westlich von Porto de Leixões (Portugal) durch Wasserbomben des kanadischen Zerstörers HMCS St. Croix und der kanadischen Korvette HMCS Shediac versenkt (49 Tote) |
| U 88   | VII C  | Flender-Werke    | 15. Okt. 1941    | 12. Sep. 1942                | 12. Sep. 1942                | † | Im Eismeer südlich von Spitzbergen durch den britischen Zerstörer Faulknor versenkt (46 Tote) |
| U 89   | VII C  | Flender-Werke    | 19. Nov. 1941    | 12. Mai 1943                 | 12. Mai 1943                 | † | Im Nordatlantik durch Wasserbomben und Hedgehog des britischen Zerstörers HMS Broadway und der britischen Fregatte HMS Lagan versenkt (48 Tote) |
| U 90   | VII C  | Flender-Werke    | 20. Dez. 1941    | 24. Juli 1942                | 24. Juli 1942                | † | Im Nordatlantik durch Wasserbomben des kanadischen Zerstörers HMCS St. Croix und HMS Burnham versenkt (44 Tote) |
| U 91   | VII C  | Flender-Werke    | 28. Jan. 1942    | 26. Feb. 1944                | 26. Feb. 1944                | † | Im Nordatlantik durch Wasserbomben der britischen Zerstörer HMS Gore, HMS Affleck und HMS Gould versenkt (37 Tote) |
| U 92   | VII C  | Flender-Werke    | 3. März 1942     | 12. Okt. 1944                | 12. Okt. 1944                | † | In Bergen durch Luftangriff am 1. Oktober 1944 durch einen Luftangriff schwer beschädigt und am 12. Oktober 1944 außer Dienst gestellt. Das Boot wurde bis Kriegsende ausgeschlachtet. Nach Kriegsende von den Norwegern abgebrochen und verschrottet. |
| U 93   | VII C  | Germaniawerft    | 30. Juli 1940    | 15. Jan. 1942                | 15. Jan. 1942                | † | Im Nordatlantik durch Wasserbomben des britischen Zerstörers Hesperus versenkt (6 Tote) |
| U 94   | VII C  | Germaniawerft    | 10. Aug. 1940    | 28. Aug. 1942                | 28. Aug. 1942                | † | In der Karibik durch Wasserbomben eines amerikanischen Catalina-Flugbootes und Rammstoß durch die kanadische Korvette HMCS Oakville versenkt (19 Tote) |
| U 95   | VII C  | Germaniawerft    | 31. Aug. 1940    | 28. Nov. 1941                | 28. Nov. 1941                | † | Durch Torpedo des niederländischen U-Boots O 21 südlich von Almería versenkt (35 Tote, 12 Überlebende) |
| U 96   | VII C  | Germaniawerft    | 14. Sep. 1940    | 15. Feb. 1945                | 30. März 1945                | † | Versenkt durch Fliegerbomben der 8. US-Luftflotte. Das Boot wurde bereits am 15. Februar 1945 außer Dienst gestellt (keine Toten). Es wurde nach Kriegsende abgebrochen und verschrottet. |
| U 97   | VII C  | Germaniawerft    | 28. Sep. 1940    | 16. Juni 1943                | 16. Juni 1943                | † | Im Mittelmeer, westlich von Haifa durch Wasserbomben einer australischen Hudson PBO-1-Maschine versenkt (27 Tote) |
| U 98   | VII C  | Germaniawerft    | 12. Okt. 1940    | 15. Nov. 1942                | 15. Nov. 1942                | † | Westlich von Gibraltar durch Wasserbomben des britischen Zerstörers HMS Wrestler (46 Tote) |
| U 99   | VII B  | Germaniawerft    | 18. Apr. 1940    | 17. März 1941                | 17. März 1941                | × | Nach schwerer Beschädigung durch Wasserbomben des britischen Zerstörers Walker südöstlich von Island bei 60° 22′ N, 33° 12′ W selbst versenkt (3 Tote, 40 Überlebende) |
| U 100  | VII B  | Germaniawerft    | 30. Mai 1940     | 17. März 1941                | 17. März 1941                | † | Südöstlich Island durch Wasserbomben der britischen Zerstörer Vanoc und Walker zum Auftauchen gezwungen und von der Vanoc gerammt (38 Tote) Ubootarchiv |

## U 101–U 150
| Schiff | Klasse | Werft            | Indienststellung | Außerdienststellung |   | Bemerkung |
| ------ | ------ | ---------------- | ---------------- | ------------------- | - | --- |
| U 101  | VII B  | Germaniawerft    | 11. März 1940    | 3. Mai 1945         | × | Nach Schäden durch Raketenangriffe bei Neustadt in Holstein auf den Strand gesetzt und gesprengt |
| U 102  | VII B  | Germaniawerft    | 27. Apr. 1940    | 1. Juli 1940        | † | Südwestlich von Irland bei 48° 33′ 0″ N, 10° 26′ 0″ W durch Wasserbomben des britischen Zerstörers HMS Vansittart versenkt (43 Tote) |
| U 103  | IX B   | AG Weser         | 5. Juli 1940     | 15. Apr. 1945       | † | In Kiel durch Fliegerbomben versenkt (1 Toter) |
| U 104  | IX B   | AG Weser         | 19. Aug. 1940    | 28. Nov. 1940       | ? | Seit dem 28. November 1940 nordwestlich von Irland verschollen |
| U 105  | IX B   | AG Weser         | 10. Sep. 1940    | 2. Juni 1943        | † | Vor Dakar durch Wasserbomben des Potez-CAMS 141 Flugbootes Antarés versenkt (53 Tote) |
| U 106  | IX B   | AG Weser         | 24. Sep. 1940    | 2. Aug. 1943        | † | Nordwestlich von Kap Ortegal durch Wasserbomben eines britischen und eines australischen Short-Sunderland-Flugbootes versenkt (22 Tote) |
| U 107  | IX B   | AG Weser         | 8. Okt. 1940     | 18. Aug. 1944       | † | Westlich von La Rochelle durch Wasserbomben eines britischen Short-Sunderland-Flugbootes versenkt (58 Tote) |
| U 108  | IX B   | AG Weser         | 22. Okt. 1940    | 24. Apr. 1945       | × | Bei einem Bombenangriff auf Stettin versenkt. Danach wurde das Boot gehoben, am 17. August 1944 außer Dienst gestellt und am 24. April 1945 gesprengt |
| U 109  | IX B   | AG Weser         | 5. Dez. 1940     | 7. Mai 1943         | † | Südlich von Irland bei 60° 22′ 0″ N, 33° 12′ 0″ W durch Wasserbomben eines britischen Bombers versenkt (52 Tote) |
| U 110  | IX B   | AG Weser         | 21. Nov. 1940    | 9. Mai 1941         | § | Im Nordatlantik durch Wasserbomben der britischen Korvette Aubretia und der britischen Zerstörer Bulldog und Broadway am 9. Mai 1941 zum Auftauchen gezwungen und gekapert. Verschlüsselungsunterlagen wurden erbeutet. Auf der Position 60° 22′ 0″ N, 33° 12′ 0″ W am 10. Mai 1941 auf dem Weg nach Reykjavík gesunken (15 Tote). |
| U 111  | IX B   | AG Weser         | 19. Dez. 1940    | 4. Okt. 1941        | † | Westlich von Teneriffa durch Wasserbomben und Artilleriebeschuss des britischen Anti-U-Boot-Trawlers HMS Lady Shirley (8 Tote) |
| U 112  | XI B   | AG Weser         |                  |                     |   | Unvollständig abgewrackt, Bauauftrag 17. Januar 1939 |
| U 113  | XI B   | AG Weser         |                  |                     |   | Unvollständig abgewrackt, Bauauftrag 17. Januar 1939 |
| U 114  | XI B   | AG Weser         |                  |                     |   | Unvollständig abgewrackt, Bauauftrag 17. Januar 1939 |
| U 115  | XI B   | AG Weser         |                  |                     |   | Unvollständig abgewrackt, Bauauftrag 17. Januar 1939 |
| U 116  | X B    | Germaniawerft    | 26. Juli 1941    | 6. Okt. 1942        | ? | durch Flugzeug der RAF versenkt (56 Tote) Position: 45° 9′ N, 4° 54′ W |
| U 117  | X B    | Germaniawerft    | 25. Okt. 1941    | 7. Aug. 1943        | † | Im Nordatlantik durch Wasserbomben, Bordwaffenbeschuss und einem Torpedo von US-Flugzeugen des US-Flugzeugträgers Card versenkt (62 Tote) |
| U 118  | X B    | Germaniawerft    | 6. Dez. 1941     | 12. Juni 1943       | † | Westlich der Kanarischen Inseln durch Wasserbomben von amerikanischen Flugzeugen des US-Flugzeugträgers USS Bogue versenkt (43 Tote) |
| U 119  | X B    | Germaniawerft    | 2. Apr. 1942     | 24. Juni 1943       | † | Nordwestlich von Kap Ortegal durch Wasserbomben, Artillerie und Rammen der britischen Sloops Starling, Kite, Wild Goose, Woodpecker und Wren versenkt (55 Tote) |
| U 120  | II B   | Flender-Werke    | 20. Apr. 1940    | 5. Mai 1945         | × | In Bremerhaven selbst versenkt. 1950 gehoben und abgewrackt |
| U 121  | II B   | Flender-Werke    | 28. Mai 1940     | 5. Mai 1945         | × | In Bremerhaven selbst versenkt. 1950 gehoben und abgewrackt |
| U 122  | IX B   | AG Weser         | 30. März 1940    | 22. Juni 1940       | ? | Seit dem 22. Juni 1940 zwischen Nordsee und Biskaya verschollen. Möglicherweise durch Kollision mit dem Dampfer San Filipe, der am 22. Juni 1940 eine Kollision meldete (44 Tote) |
| U 123  | IX B   | AG Weser         | 30. Mai 1940     | 19. Aug. 1944       | × | In Lorient selbst versenkt. 1945 von der französischen Marine unter dem Namen Blaison in Dienst gestellt und am 18. August 1959 als Q 165 abgewrackt |
| U 124  | IX B   | AG Weser         | 11. Juni 1940    | 2. Apr. 1943        | † | Westlich von Porto durch Wasserbomben der britischen Sloop HMS Black Swan und der Korvette HMS Stonecrop versenkt (53 Tote) |
| U 125  | IX C   | AG Weser         | 3. März 1941     | 6. Mai 1943         | † | Östlich von Neufundland durch Rammstoß des britischen Zerstörers HMS Oribi schwer beschädigt und danach selbst versenkt (54 Tote) |
| U 126  | IX C   | AG Weser         | 22. März 1941    | 3. Juli 1943        | † | Nordwestlich von Kap Ortegal durch Wasserbomben eines britischen Vickers Wellington Bombers versenkt (55 Tote) |
| U 127  | IX C   | AG Weser         | 24. Apr. 1941    | 15. Dez. 1941       | † | Westlich von Gibraltar durch Wasserbomben des australischen Zerstörers Nestor versenkt (51 Tote) |
| U 128  | IX C   | AG Weser         | 12. Mai 1941     | 17. Mai 1943        | † | Südlich von Pernambuco durch Wasserbomben von amerikanischen Flugbooten und Artillerie der US-Zerstörer USS Moffett und USS Jouett (7 Tote) |
| U 129  | IX C   | AG Weser         | 21. Mai 1941     | 18. Aug. 1944       | × | In Lorient selbst versenkt und 1946 abgewrackt |
| U 130  | IX C   | AG Weser         | 11. Juni 1941    | 12. März 1943       | † | Westlich der Azoren durch Wasserbomben des US-Zerstörers USS Champlin versenkt (53 Tote) |
| U 131  | IX C   | AG Weser         | 1. Juli 1941     | 17. Dez. 1941       | × | Nach schwerer Beschädigung durch Wasserbomben der britischen Zerstörer Pentstemon, Blankney, Stanley, Stork, Exmoor nordöstlich von Madeira zum Auftauchen gezwungen. Danach Luftangriff einer Martlet vom Hilfsflugzeugträger Audacity. Nach Abschuss des Flugzeuges selbst versenkt                                              |
| U 132  | VII C  | Vegesacker Werft | 29. Mai 1941     | 4. Nov. 1942        | × | Im Nordatlantik verschollen. Nach Angriff auf den Munitionstransporter Hatimura (Konvoi SC-107) wurde drei Stunden später durch einen Torpedotreffer von U 442 eine Explosion des Transporters verursacht, in dessen Umfeld auch U 132 sank (47 Tote, Position: 55° 28′ 0″ N, 39° 52′ 0″ W).                                       |
| U 133  | VII C  | Vegesacker Werft | 5. Juli 1941     | 14. März 1942       | × | Vor Salamis wegen eines Navigationsfehlers in ein deutsches Minenfeld geraten und durch Minendetonation gesunken (45 Tote) |
| U 134  | VII C  | Vegesacker Werft | 26. Juli 1941    | 24. Aug. 1943       | † | Südwestlich von Kap Finisterre, nahe Vigo, durch einen Vickers-Wellington-Bomber versenkt (48 Tote) |
| U 135  | VII C  | Vegesacker Werft | 16. Aug. 1941    | 15. Juli 1943       | † | Bei den Kanarischen Inseln durch Wasserbomben der britischen Sloop HMS Rochester und der britischen Korvetten HMS Balsam und HMS Mignonette versenkt (5 Tote) |
| U 136  | VII C  | Vegesacker Werft | 30. Aug. 1941    | 11. Juli 1942       | † | Nordwestlich von Madeira durch Wasserbomben der britischen Sloop HMS Pelican, der britischen Fregatte HMS Spey sowie des französischen Zerstörers Leopard versenkt (45 Tote) |
| U 137  | II D   | Deutsche Werke   | 15. Juni 1940    | 2. Mai 1945         | × | In Wilhelmshaven selbst versenkt |
| U 138  | II D   | Deutsche Werke   | 27. Juni 1940    | 18. Juni 1941       | † | Westlich von Kap Trafalgar durch Wasserbomben der britischen 6. Zerstörer-Flottille (Faulknor, Fearless, Forester, Foresight und Foxhound) zum Auftauchen gezwungen und mit Artillerie versenkt |
| U 139  | II D   | Deutsche Werke   | 24. Juli 1940    | 2. Mai 1945         | × | In Wilhelmshaven selbst versenkt |
| U 140  | II D   | Deutsche Werke   | 7. Aug. 1940     | 2. Mai 1945         | × | In Wilhelmshaven selbst versenkt |
| U 141  | II D   | Deutsche Werke   | 21. Aug. 1940    | 2. Mai 1945         | × | In Wilhelmshaven selbst versenkt |
| U 142  | II D   | Deutsche Werke   | 4. Sep. 1940     | 2. Mai 1945         | × | In Wilhelmshaven selbst versenkt |
| U 143  | II D   | Deutsche Werke   | 18. Sep. 1940    | 30. Juni 1945       | † | In Wilhelmshaven an die Royal Navy ausgeliefert. Nach Loch Ryan, Schottland, überführt und im Rahmen der Operation Deadlight versenkt |
| U 144  | II D   | Deutsche Werke   | 2. Okt. 1940     | 10. Aug. 1941       | † | Im Finnischen Meerbusen vor der Insel Dagö von russischem U-Boot SC-307 versenkt (28 Tote) |
| U 145  | II D   | Deutsche Werke   | 16. Okt. 1940    | 30. Juni 1945       | § | In Wilhelmshaven an die Royal Navy ausgeliefert. Nach Loch Ryan, Schottland, überführt und im Rahmen der Operation Deadlight versenkt |
| U 146  | II D   | Deutsche Werke   | 30. Okt. 1940    | 2. Mai 1945         | × | In Wilhelmshaven selbst versenkt |
| U 147  | II D   | Deutsche Werke   | 11. Dez. 1940    | 2. Juni 1941        | † | Nordwestlich von Irland durch Wasserbomben des britischen Zerstörers HMS Wanderer und der britischen Korvette HMS Periwinkle versenkt (26 Tote) |
| U 148  | II D   | Deutsche Werke   | 28. Dez. 1940    | 2. Mai 1945         | × | In Wilhelmshaven selbst versenkt |
| U 149  | II D   | Deutsche Werke   | 13. Nov. 1940    | 30. Juni 1945       | § | In Wilhelmshaven an die Royal Navy ausgeliefert. Nach Loch Ryan, Schottland, überführt und im Rahmen der Operation Deadlight versenkt |
| U 150  | II D   | Deutsche Werke   | 27. Nov. 1940    | 30. Juni 1945       | § | In Wilhelmshaven an die Royal Navy ausgeliefert. Nach Loch Ryan, Schottland, überführt, aber nicht im Rahmen der Operation Deadlight, sondern am 22. Oktober 1947 von der RCN während eines Seemanövers versenkt. |

## U 151–U 200
| Schiff | Klasse  | Werft          | Indienststellung | Außerdienststellung |   | Bemerkung |
| ------ | ------- | -------------- | ---------------- | ------------------- | - | --- |
| U 151  | II D    | Deutsche Werke | 15. Jan. 1941    | 2. Mai 1945         | × | In Wilhelmshaven selbst versenkt |
| U 152  | II D    | Deutsche Werke | 29. Jan. 1941    | 2. Mai 1945         | × | In Wilhelmshaven selbst versenkt |
| U 153  | IX C    | AG Weser       | 19. Juli 1941    | 13. Juli 1942       | † | Vor Cólon, Panama, vom US-Zerstörer USS Lansdowne versenkt (52 Tote) |
| U 154  | IX C    | AG Weser       | 2. Aug. 1941     | 3. Juli 1944        | † | Westlich von Madeira durch die US-Zerstörer USS Inch und USS Frost versenkt (58 Tote) |
| U 155  | IX C    | AG Weser       | 23. Aug. 1941    | 30. Juni 1945       | A | In Wilhelmshaven an die Royal Navy ausgeliefert. Nach Loch Ryan, Schottland, überführt und im Rahmen der Operation Deadlight versenkt |
| U 156  | IX C    | AG Weser       | 4. Sep. 1941     | 8. März 1943        | † | Östlich von Barbados durch Luftangriff eines Catalina-Flugbootes versenkt (53 Tote) (siehe auch Laconia-Befehl) |
| U 157  | IX C    | AG Weser       | 15. Sep. 1941    | 13. Juni 1942       | † | Nordöstlich von Havanna durch USCG-Kutter Thetis versenkt (52 Tote) |
| U 158  | IX C    | AG Weser       | 25. Sep. 1941    | 30. Juni 1942       | † | Nach sehr erfolgreicher Feindfahrt im Golf von Mexiko und an der Ostküste der USA auf dem Rückmarsch, nordwestlich der Bermudas, von einem Mariner-Flugboot versenkt (54 Tote) |
| U 159  | IX C    | AG Weser       | 4. Okt. 1941     | 28. Juli 1943       | † | Südlich von Haiti von einem Mariner-Flugboot versenkt (53 Tote) |
| U 160  | IX C    | AG Weser       | 16. Okt. 1941    | 14. Juli 1943       | † | Südlich der Azoren durch Lufttorpedos der Maschinen des US-Flugzeugträgers USS Santee versenkt (57 Tote) |
| U 161  | IX C    | Seebeckwerft   | 8. Juli 1941     | 27. Sep. 1943       | † | Im Südatlantik, nordöstlich, von Salvador von einem Mariner-Flugboot versenkt (53 Tote) |
| U 162  | IX C    | Seebeckwerft   | 9. Sep. 1941     | 3. Sep. 1942        | † | Bei Trinidad durch die britischen Zerstörer HMS Vimy, HMS Pathfinder und HMS Quentin versenkt (2 Tote) |
| U 163  | IX C    | Seebeckwerft   | 21. Okt. 1941    | 13. März 1943       | † | Nordwestlich Kap Finisterre durch die kanadische Korvette HMCS Prescott versenkt |
| U 164  | IX C    | Seebeckwerft   | 28. Nov. 1941    | 6. Jan. 1943        | † | Im Südatlantik, nordwestlich von Pernambuco, durch ein Catalina-Flugboot versenkt (54 Tote) |
| U 165  | IX C    | Seebeckwerft   | 3. Feb. 1942     | 27. Sep. 1942       | † | In der Biscaya durch die britische Vickers Wellington „Q“ mit Wasserbomben versenkt. (51 Tote) |
| U 166  | IX C    | Seebeckwerft   | 23. Feb. 1942    | 30. Juli 1942       | † | Im Golf von Mexiko durch Wasserbomben des amerikanischen Geleitbootes USS PC-566 versenkt (52 Tote). Das Wrack wurde 2001 bei der Kontrolle einer Tiefseepipeline zufällig entdeckt. |
| U 167  | IX C/40 | Seebeckwerft   | 4. Juli 1942     | 6. Apr. 1943        | × | Nach erlittenen irreparablen Schäden infolge eines Luftangriffes bei den Kanarischen Inseln auf der Position 60° 22′ N, 33° 12′ W selbst versenkt, 1957 gehoben und u.A. als Filmkulisse verwendet |
| U 168  | IX C/40 | Seebeckwerft   | 10. Sep. 1942    | 6. Okt. 1944        | † | In der Javasee vor Semarang vom niederländischen U-Boot Zwaardvisch versenkt (23 Tote) |
| U 169  | IX C/40 | Seebeckwerft   | 16. Nov. 1942    | 27. März 1943       | † | Südlich von Island durch Luftangriff einer Boeing B-17 versenkt (54 Tote) |
| U 170  | IX C/40 | Seebeckwerft   | 19. Jan. 1943    | 29. Mai 1945        | § | In Horten (Norwegen) an die Royal Navy ausgeliefert. Nach Loch Ryan, Schottland, überführt und im Rahmen der Operation Deadlight versenkt |
| U 171  | IX C    | AG Weser       | 25. Okt. 1941    | 9. Okt. 1942        | † | In der Biskaya vor Lorient auf eine Mine gelaufen und gesunken (22 Tote) |
| U 172  | IX C    | AG Weser       | 5. Nov. 1941     | 13. Dez. 1943       | † | Westlich der Kanarischen Inseln von einem Avenger-Torpedobomber des US-Flugzeugträgers Bogue angegriffen. Nach 27-stündiger Verfolgung mit über 200 Wasserbomben der US-Zerstörer Badger, George W. Ingram, Du Pont, und Clemson zum Auftauchen gezwungen und nach kurzem Artillerieduell versenkt (13 Tote) |
| U 173  | IX C    | AG Weser       | 15. Nov. 1941    | 16. Nov. 1942       | † | Vor Casablanca durch Wasserbomben der US-Zerstörer USS Woolsey, USS Swanson und USS Quick versenkt (57 Tote) |
| U 174  | IX C    | AG Weser       | 26. Nov. 1941    | 27. Apr. 1943       | † | Südlich von Neufundland durch Luftangriff einer Lockheed PV-1 Ventura versenkt (53 Tote) |
| U 175  | IX C    | AG Weser       | 5. Dez. 1941     | 17. Apr. 1943       | † | Südwestlich von Irland durch Wasserbomben und Geschützfeuer des amerikanischen USCG-Kutters Spencer versenkt (13 Tote) |
| U 176  | IX C    | AG Weser       | 15. Dez. 1941    | 15. Mai 1943        | † | Nordöstlich von Havanna durch das kubanische Patrouillenboot CS 13 versenkt (53 Tote) |
| U 177  | IX D2   | AG Weser       | 14. März 1942    | 6. Feb. 1944        | † | Westlich von Ascension durch Luftangriff einer B-24 Liberator versenkt (50 Tote) |
| U 178  | IX D2   | AG Weser       | 14. Feb. 1942    | 25. Aug. 1944       | × | In Bordeaux selbst versenkt |
| U 179  | IX D2   | AG Weser       | 7. März 1942     | 8. Okt. 1942        | † | Westlich von Kapstadt durch den britischen Zerstörer Active versenkt (61 Tote) |
| U 180  | IX D1   | AG Weser       | 16. Mai 1942     | 23. Aug. 1942       | ? | Seit dem 23. August 1944 in der Biskaya, westlich von Bordeaux, vermisst (56 Tote) |
| U 181  | IX D2   | AG Weser       | 9. Mai 1942      | Mai 1945            | A | Im Mai 1945 von Japan übernommen und am 15. Juli 1945 als I 501 in Dienst gestellt. Ergab sich im August 1945 in Singapur und wurde am 12. Februar 1946 versenkt |
| U 182  | IX D2   | AG Weser       | 30. Juni 1942    | 16. Mai 1943        | † | Nordwestlich von Madeira durch den US-Zerstörer USS MacKenzie versenkt (61 Tote) |
| U 183  | IX C/40 | AG Weser       | 1. Apr. 1942     | 23. Apr. 1945       | † | In der Javasee durch das amerikanische U-Boot USS Besugo versenkt (54 Tote) |
| U 184  | IX C/40 | AG Weser       | 29. Mai 1942     | 21. Nov. 1942       | ? | Östlich von Neufundland verschollen (50 Tote) |
| U 185  | IX C/40 | AG Weser       | 13. Juni 1942    | 24. Aug. 1943       | † | Im Mittelatlantik durch Avenger-Torpedobomber und Wildcat-Flugzeuge des US-Flugzeugträgers USS Core versenkt (29 Tote) |
| U 186  | IX C/40 | AG Weser       | 10. Juli 1942    | 12. Mai 1943        | † | Nördlich der Azoren vom britischen Zerstörer Hesperus versenkt (53 Tote) |
| U 187  | IX C/40 | AG Weser       | 23. Juli 1942    | 4. März 1943        | † | Im Nordatlantik durch die britischen Zerstörer HMS Vimy und HMS Beverly versenkt (9 Tote) |
| U 188  | IX C/40 | AG Weser       | 5. Aug. 1942     | 20. Aug. 1944       | × | In Bordeaux selbst versenkt |
| U 189  | IX C/40 | AG Weser       | 15. Aug. 1942    | 23. Apr. 1943       | † | Östlich von Kap Farvel, Grönland, durch Luftangriff einer B-24 Liberator versenkt (54 Tote) |
| U 190  | IX C/40 | AG Weser       | 24. Sep. 1942    | 11. Mai 1945        | A | Ergab sich am 11. Mai 1945 vor Neufundland der RCN. Nach St. John’s, später nach Halifax gebracht. Am 21. Oktober 1947 wurde es genau an der Stelle (44° 27′ N, 63° 10′ W) versenkt, wo von ihm am 16. April 1945 die HMCS Esquimault erfolgreich torpediert worden war (Operation Scuttled).                |
| U 191  | IX C/40 | AG Weser       | 20. Okt. 1942    | 23. Apr. 1943       | † | Südöstlich von Kap Farvel, Grönland, durch den Zerstörer HMS Hesperus mit Wasserbomben versenkt (55 Tote) |
| U 192  | IX C/40 | AG Weser       | 16. Nov. 1942    | 6. Mai 1943         | † | Südöstlich von Kap Farvel, Grönland, durch Wasserbomben der britischen Korvette HMS Loosestrife versenkt (55 Tote) |
| U 193  | IX C/40 | AG Weser       | 10. Dez. 1942    | 23. Apr. 1944       | ? | Seit dem 23. April 1944 in der Biskaya vermisst |
| U 194  | IX C/40 | AG Weser       | 8. Jan. 1943     | 24. Juni 1943       | † | Südwestlich von Island durch Lufttorpedo eines Catalina-Flugbootes versenkt (54 Tote) |
| U 195  | IX D1   | AG Weser       | 5. Mai 1942      | 8. Mai 1945         | A | Von Japan übernommen und als I 506 am 15. Juli 1945 in Dienst gestellt. Ergab sich im August 1945 in Jakarta und wurde 1947 abgewrackt |
| U 196  | IX D2   | AG Weser       | 11. Sep. 1942    | 1. Dez. 1944        | ? | Seit dem 1. Dezember 1944 in der Sundastraße, südlich von Java, vermisst (65 Tote) |
| U 197  | IX D2   | AG Weser       | 10. Okt. 1942    | 20. Aug. 1943       | † | Südlich von Madagaskar durch zwei Catalina-Flugboote versenkt (67 Tote) |
| U 198  | IX D2   | AG Weser       | 3. Nov. 1942     | 12. Aug. 1944       | † | In der Nähe der Seychellen von der britischen Fregatte HMS Findhorn und der indischen Sloop HMIS Godavari versenkt (66 Tote) |
| U 199  | IX D2   | AG Weser       | 28. Nov. 1942    | 31. Juli 1943       | † | Durch alliierte Flugzeuge im Südatlantik, östlich von Rio de Janeiro, versenkt (49 Tote) |
| U 200  | IX D2   | AG Weser       | 22. Dez. 1942    | 24. Juni 1943       | † | Südwestlich von Island durch eine RAF Coastal Command B-24 Liberator (H), Staffel 120 unter Flight Lieutenant (Flt Lt) A. W. Fraser, versenkt (68 Tote) |

## U 201–U 250
| Schiff | Klasse           | Werft         | Indienststellung | Außerdienststellung |   | Bemerkung |
| ------ | ---------------- | ------------- | ---------------- | ------------------- | - | --- |
| U 201  | VII C            | Germaniawerft | 25. Feb. 1941    | 17. Feb. 1943       | † | Im Nordatlantik durch Wasserbomben des britischen Zerstörers HMS Viscount versenkt (49 Tote) |
| U 202  | VII C            | Germaniawerft | 22. März 1941    | 2. Juni 1943        | † | Südöstlich von Kap Farvel, Grönland, durch Wasserbomben und Artillerie der britischen Sloop Starling versenkt (18 Tote) |
| U 203  | VII C            | Germaniawerft | 18. Feb. 1941    | 25. Apr. 1943       | † | Südöstlich von Kap Farvel, Grönland, durch Wasserbomben einer Fairey Swordfish des britischen Flugzeugträgers Biter und den britischen Zerstörer Pathfinder versenkt (10 Tote)                                                                                     |
| U 204  | VII C            | Germaniawerft | 8. März 1941     | 19. Okt. 1941       | † | Bei Tanger durch Wasserbomben der britischen Korvette HMS Mallow und der britischen Sloop HMS Rochester versenkt (46 Tote) |
| U 205  | VII C            | Germaniawerft | 3. Mai 1941      | 17. Feb. 1943       | † | Im Mittelmeer, nordwestlich von Derna, durch den britischen Zerstörer Paladin und durch eine südafrikanische Bristol Blenheim versenkt (8 Tote) |
| U 206  | VII C            | Germaniawerft | 17. Mai 1941     | 30. Nov. 1941       | ? | Seit dem 30. November 1941 vermisst. Vermutlich westlich von Nantes auf eine Mine gelaufen (46 Tote) |
| U 207  | VII C            | Germaniawerft | 17. Juni 1941    | 11. Sep. 1941       | † | In der Dänemarkstraße durch Wasserbomben der britischen Zerstörer HMS Leamington und HMS Veteran versenkt (41 Tote) |
| U 208  | VII C            | Germaniawerft | 5. Juli 1941     | 7. Dez. 1941        | † | Westlich von Gibraltar durch Wasserbomben der britischen Zerstörer Hesperus und Harvester versenkt (45 Tote) |
| U 209  | VII C            | Germaniawerft | 11. Okt. 1941    | 7. Mai 1943         | † | Laut letzter Meldung, mit Hilfe von U 954, nach einem Luftangriff einer Catalina am 6. Mai 1943 schwer beschädigt worden. Seither keine Meldung mehr. Tauchunfall? (46 Tote)                                                                                       |
| U 210  | VII C            | Germaniawerft | 21. Feb. 1942    | 6. Aug. 1942        | † | Im Nordatlantik, südlich von Kap Farvel durch Rammstoß, Wasserbomben und Geschützfeuer des kanadischen Zerstörers HMCS Assiniboine versenkt (6 Tote) |
| U 211  | VII C            | Germaniawerft | 7. März 1942     | 19. Nov. 1943       | † | Östlich der Azoren durch Wasserbomben einer britischen Vickers Wellington versenkt (54 Tote) |
| U 212  | VII C            | Germaniawerft | 25. Apr. 1942    | 21. Juli 1944       | † | Im Ärmelkanal, südlich von Brighton, durch Wasserbomben der britischen Fregatten HMS Curzon und HMS Eskins versenkt (49 Tote) |
| U 213  | VII D Minenleger | Germaniawerft | 30. Aug. 1941    | 31. Juli 1942       | † | Im Nordatlantik, östlich der Azoren, durch Wasserbomben der britischen Sloops HMS Erne, HMS Rochester und HMS Sandwich versenkt (50 Tote) |
| U 214  | VII D Minenleger | Germaniawerft | 1. Nov. 1941     | 26. Juli 1944       | † | Im Ärmelkanal vor Start Point durch Wasserbomben der britischen Fregatte HMS Cooke versenkt (48 Tote) |
| U 215  | VII D Minenleger | Germaniawerft | 22. Nov. 1941    | 3. Juli 1942        | † | Östlich von Boston durch Wasserbomben des britischen Anti-U-Boot-Trawlers HMS Le Tiger versenkt |
| U 216  | VII D Minenleger | Germaniawerft | 15. Dez. 1941    | 3. Okt. 1942        | † | Südwestlich von Irland durch Wasserbomben einer britischen B-24 Liberator versenkt (45 Tote) |
| U 217  | VII D Minenleger | Germaniawerft | 31. Jan. 1942    | 5. Juni 1943        | † | Im Mittelatlantik durch Avengers des US-Flugzeugträgers Bogue versenkt (50 Tote) |
| U 218  | VII D Minenleger | Germaniawerft | 24. Jan. 1942    | 8. Mai 1945         | A | In Bergen an die Royal Navy ausgeliefert. Nach Loch Ryan, Schottland, überführt und im Rahmen der Operation Deadlight versenkt. |
| U 219  | X B Minenleger   | Germaniawerft | 12. Dez. 1942    | 8. Mai 1945         | A | In Batavia von Japan übernommen und am 15. Juli 1945 als I 505 in Dienst gestellt. Ergab sich in Djakarta im August 1945 und wurde 1948 abgewrackt |
| U 220  | X B Minenleger   | Germaniawerft | 27. März 1943    | 28. Okt. 1943       | † | Im Nordatlantik durch Avenger und Wildcat Maschinen des US-Flugzeugträgers Block Island versenkt (56 Tote) |
| U 221  | VII C            | Germaniawerft | 9. Mai 1942      | 27. Sep. 1943       | † | Südwestlich von Irland durch einen britischen Halifax-Bomber versenkt (50 Tote) |
| U 222  | VII C            | Germaniawerft | 23. Mai 1942     | 2. Sep. 1942        | † | In der Ostsee, westlich von Pillau, nach Kollision mit U 626 gesunken (42 Tote) |
| U 223  | VII C            | Germaniawerft | 6. Juni 1942     | 30. März 1944       | † | Im Mittelmeer, nördlich von Palermo, durch Wasserbomben der britischen Zerstörer Laforey, Tumult, Hambledon und Blencathra versenkt (23 Tote) |
| U 224  | VII C            | Germaniawerft | 20. Jan. 1942    | 13. Jan. 1943       | † | Im Mittelmeer, westlich von Algier, durch Wasserbomben und Rammen der kanadischen Korvette HMCS Ville de Quebec versenkt (45 Tote) |
| U 225  | VII C            | Germaniawerft | 11. Juli 1942    | 15. Feb. 1943       | † | Im Nordatlantik durch einen britischen B-24 Liberator versenkt (46 Tote) |
| U 226  | VII C            | Germaniawerft | 1. Aug. 1942     | 6. Nov. 1943        | † | Im Nordatlantik, östlich von Neufundland, durch Wasserbomben der britischen Sloops Starling, Woodcock und Kite versenkt (51 Tote) |
| U 227  | VII C            | Germaniawerft | 22. Aug. 1942    | 30. Apr. 1943       | † | Nördlich der Färöerinseln durch Luftangriff einer australischen Hampden versenkt (49 Tote) |
| U 228  | VII C            | Germaniawerft | 12. Sep. 1942    | 8. Okt. 1944        | A | In Bergen außer Dienst gestellt und 1945 abgebrochen. |
| U 229  | VII C            | Germaniawerft | 3. Okt. 1942     | 22. Sep. 1943       | † | Südöstlich von Kap Farvel, Grönland, durch Wasserbomben des britischen Zerstörer HMS Keppel versenkt (50 Tote) |
| U 230  | VII C            | Germaniawerft | 24. Okt. 1942    | 21. Aug. 1944       | × | Vor Toulon auf Grund gelaufen. Später, bei der alliierten Invasion in Südfrankreich, von der Besatzung gesprengt. |
| U 231  | VII C            | Germaniawerft | 14. Nov. 1942    | 13. Jan. 1944       | † | Nordöstlich der Azoren durch Luftangriff einer britischen Vickers Wellington versenkt (7 Tote) |
| U 232  | VII C            | Germaniawerft | 28. Nov. 1942    | 8. Juli 1943        | † | Westlich von Porto durch Wasserbomben einer amerikanischen B-24 Liberator versenkt (46 Tote) |
| U 233  | X B              | Germaniawerft | 22. Sep. 1943    | 5. Juli 1944        | † | Südöstlich von Halifax durch Wasserbomben, Artilleriebeschuss und Rammen der US-Zerstörer USS Baker und USS Thomas versenkt (32 Tote) |
| U 234  | X B              | Germaniawerft | 2. März 1944     | 16. Mai 1945        | A | Ergab sich am 16. Mai 1945 in Portsmouth, New Hampshire. Am 20. November 1947 vom amerikanischen U-Boot USS Greenfish nordöstlich von Cape Cod durch Torpedo versenkt                                                                                              |
| U 235  | VII C            | Germaniawerft | 19. Dez. 1942    | 14. Apr. 1945       | × | Im Kattegat irrtümlich durch das deutsche Torpedoboot T 17 mit Wasserbomben versenkt (47 Tote) |
| U 236  | VII C            | Germaniawerft | 9. Jan. 1943     | 5. Mai 1945         | × | Bei Schleimünde selbst versenkt |
| U 237  | VII C            | Germaniawerft | 31. Jan. 1943    | 4. Apr. 1945        | † | Durch Bombentreffer bei britischem Luftangriff in den Deutschen Werken in Kiel gesunken (1 Toter) |
| U 238  | VII C            | Germaniawerft | 20. Feb. 1943    | 9. Feb. 1944        | † | Südwestlich von Irland durch Wasserbomben der britischen Sloops Kite, Magpie und Starling versenkt (50 Tote) |
| U 239  | VII C            | Germaniawerft | 13. März 1943    | 5. Aug. 1944        | × | Am 24. Juli 1944 in den Deutschen Werken Kiel bei einem Bombenangriff zerstört und am 5. August abgewrackt (1 Toter) |
| U 240  | VII C            | Germaniawerft | 3. Apr. 1943     | 17. Mai 1944        | ? | In der Nordsee westlich von Norwegen verschollen (50 Tote) |
| U 241  | VII C            | Germaniawerft | 24. Juli 1943    | 18. Mai 1944        | † | Versenkt durch Fliegerangriff nordöstlich Färöerinseln, Totalverlust |
| U 242  | VII C            | Germaniawerft | 14. Aug. 1943    | 5. Apr. 1945        | † | Lief im St. Georg Kanal auf Mine, Totalverlust |
| U 243  | VII C            | Germaniawerft | 2. Okt. 1943     | 8. Juli 1944        | † | Im Golf von Biskaya 170 sm westlich von Saint-Nazaire durch die Short-Sunderland-Flugboote „H“ unter Flying Officer W. B. Tilley und „K“ unter Flight Lieutenant R. E. Cargeegder von der 10. Staffel der RAF mit Wasserbomben versenkt (11 Tote, 18 Überlebende). |
| U 244  | VII C            | Germaniawerft | 9. Okt. 1943     | 14. Mai 1945        | § | Von den Alliierten erbeutet und während Operation Deadlight versenkt |
| U 245  | VII C            | Germaniawerft | 18. Dez. 1943    | 8. Mai 1945         | § | Von den Alliierten am 30. Mai 1945 von Bergen nach Schottland überführt, und im Zuge der Operation Deadlight am 7. Dezember 1945 versenkt |
| U 246  | VII C            | Germaniawerft | 11. Jan. 1944    | 5. Apr. 1945        | ? | Verschollen in der Irischen See 53° 40′ N, 4° 53′ W |
| U 247  | VII C            | Germaniawerft | 23. Okt. 1943    | 1. Sep. 1944        | † | Von den kanadischen Fregatten HMCS St.John und HMCS Swansea versenkt, Totalverlust |
| U 248  | VII C            | Germaniawerft | 6. Nov. 1943     | 16. Jan. 1945       | † | Im Nordatlantik von US Geleitzugeskorte versenkt, Totalverlust. Beteiligte Schiffe: USS Hayter, USS Otter, USS Varian, USS Hubbard |
| U 249  | VII C            | Germaniawerft | 20. Nov. 1943    | 8. Mai 1945         | § | Am 13. Dezember 1945 im Zuge der Operation Deadlight versenkt |
| U 250  | VII C            | Germaniawerft | 12. Dez. 1943    | 30. Juli 1944       | † | Durch das sowjetische Patrouillenboot MO-103 im Finnischen Meerbusen versenkt (46 Tote). Das Boot wurde am 25. September 1944 durch die Sowjetische Marine gehoben.                                                                                                |

## Nächste U-Boot-Serie
- Liste deutscher U-Boote (1935–1945)/U 251–U 500